# Ocuiltzapotlán
Ocuiltzapotlán – miasto w Meksyku, w stanie Tabasco.